# Flughafen Cassidy

i7
i11
i13
Der Flughafen Cassidy (offiziell englisch Cassidy International Airport; IATA-Code: CXI, ICAO-Code: PLCH) ist ein Flughafen auf der zu den Line Islands gehörenden kiribatischen Insel Kiritimati. Er liegt rund 3280 Kilometer östlich der kiribatischen Hauptstadt South Tarawa und ist einer der zwei Flughäfen des Inselstaates, über die internationale Linienverbindungen angeboten werden.

## Geschichte

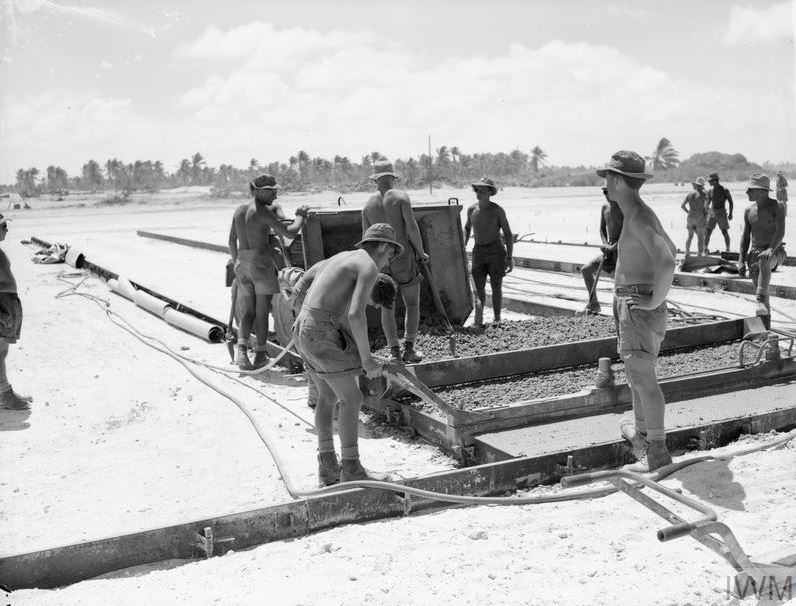
Zur Durchführung von Kernwaffentests verlängerten britische Pioniere im Jahr 1956 die Startbahn

Im Herbst 1941 entschieden sich die USA wegen der zunehmenden Spannungen mit dem japanischen Kaiserreich zur Einrichtung einer alternativen Überführungsroute, um im Kriegsfall Militärflugzeuge auf die Philippinen und nach Australien verlegen zu können. Hierzu wurde im November 1941 mit dem Bau eines Flugfeldes auf der damals britischen Weihnachtsinsel (Christmas Island, heute Kiritimati) begonnen, die auf der geplanten „South Pacific Air Ferry Route“ lag. Der als „Christmas Island Airfield“ bezeichnete Militärflugplatz wurde im Januar 1942 fertiggestellt. Die United States Army Air Forces stationierten im Februar 1942 Jagdflugzeuge des Typs Bell P-39 vor Ort, um das Flugfeld vor japanischen Luftangriffen zu schützen. Im selben Jahr verunglückte der auf dem Flugfeld stationierte Pilot Wilbur L. Casady mit seinem Jagdflugzeug, woraufhin der Militärflugplatz den Beinamen „Casady Field“ bekam. Der Name wurde später zum heutigen „Cassidy“ verfremdet.
Zur Durchführung von Kernwaffentests auf Christmas Island sowie auf dem rund 750 km südlich gelegenen Atoll Malden ließ Großbritannien den Militärflugplatz im Jahr 1956 ausbauen und die Startbahn verlängern, so dass er als Ausgangsbasis für die Testreihe dienen konnte. Die erste Wasserstoffbombe wurde am 15. Mai 1957 über Malden von einer Vickers Valiant abgeworfen, die vom Flugplatz Christmas Island gestartet war. Zum Austausch des Militärpersonals führte die Royal Air Force mit Strahlflugzeugen des Typs De Havilland DH.106 Comet ab dem 1. Oktober 1957 wöchentliche Flüge zwischen Lyneham (Großbritannien) und Christmas Island durch. Die britischen Kernwaffenversuche in der Region endeten am 23. September 1958. Von April bis Juli 1962 wurde der Flugplatz während der Operation Dominic von den USA als Einsatzbasis für weitere Kernwaffenversuche genutzt.
Mit der Unabhängigkeit der Republik Kiribati ging der Flughafen Cassidy im Jahr 1979 in deren Besitz über. Die kiribatische Fluggesellschaft Air Tungaru betrieb von Sommer 1981 bis Frühjahr 1984 eine Boeing 727-100 auf planmäßige Flügen von Bonriki nach Honolulu (Hawaii), die über Kiritimati geführt wurden. Kurzzeitig bot sie von dort auch eine Verbindung nach Tahiti (Französisch-Polynesien) an. Im Auftrag der kiribatischen Regierung setzte die US-amerikanische Aloha Airlines ab Februar 1986 Maschinen des Typs Boeing 737-200 auf wöchentlichen Linienflügen zwischen Honolulu und Kiritimati ein. Sie hatte hierzu die erste ETOPS-Zulassung für diesen Flugzeugtyp von der Federal Aviation Administration erhalten. Die Republik Kiribati subventionierte die Betrieb von Aloha Airlines auf dieser Strecke mit 500.000 US-Dollar pro Jahr. Aus Kostengründen wurde im Frühjahr 1991 beschlossen, den Vertrag mit der US-Gesellschaft nicht zu verlängern und stattdessen erneut die staatliche Air Tungaru mit diesen Flügen zu betrauen. Das Staatsunternehmen mietete dafür im März 1991 eine Boeing 737-200, mit der sie ihre bis 1984 beflogene Linienverbindung von Bonriki über Kiritimati nach Honolulu im Mai 1991 ein zweites Mal eröffnete. Aufgrund von Problemen bei der Abfertigung in Hawaii stellte Air Tungaru den internationalen Betrieb bereits im Juli 1991 wieder ein. Im Anschluss bekam Aloha Airlines erneut den Auftrag für die subventionierten Flüge zwischen Kiritimati und Honolulu, die sie mit einigen Unterbrechungen bis zum 26. April 2004 durchführte. Mitte der 1990er Jahre bediente auch Air Marshall Islands die Verbindung zwischen Honolulu und Kiritimati kurzzeitig im Auftrag der kiribatischen Regierung, wobei eine Douglas DC-8-62CF zum Einsatz kam.
Air Pacific (2013 umfirmiert zu Fiji Airways) flog Kiritimati ab Oktober 2005 als Zwischenstopp auf ihrer Route von Nadi (Fidschi) nach Honolulu aus beiden Richtungen an. Die Verbindung musste am 2. September 2008 wegen des schlechten Zustandes der Start-/Landebahn vorübergehend eingestellt werden. Nachdem die Bahn eine neue Asphaltdecke erhalten hatte, nahm Air Pacific die Linienflüge am 25. Mai 2010 mit einer Boeing 737-700 wieder auf. Seit 2016 hat Air Kiribati eine Harbin Y-12 auf dem Flughafen stationiert, mit der die Nachbarinseln Tabuaeran und Teraina planmäßig angeflogen werden. Seit August 2023 bietet Nauru Airlines mit Codeshare von Air Kiribati einen wöchentlichen Inlandsflug in die Hauptstadt Tarawa an.

## Flugverbindungen
Mit Stand Januar 2024 werden folgende Verbindungen angeboten:
| Fluglinie      | Ziele                                                |
| -------------- | ---------------------------------------------------- |
| Air Kiribati   | Tabuaeran, Teraina (kiribatische Nachbarinseln)      |
| Fiji Airways   | Honolulu, Nadi (einmal wöchentlich)                  |
| Nauru Airlines | Tarawa (kiribatische Hauptstadt, einmal wöchentlich) |